# دانشکده کشاورزی (خرم‌آباد)
دانشکده کشاورزی یک منطقهٔ مسکونی در ایران است که در دهستان کرگاه غربی واقع شده‌است. دانشکده کشاورزی ۲۳ نفر جمعیت دارد.